# وودوی (تگزاس)
وودوی، تگزاس(به انگلیسی: Woodway, Texas) شهری در ایالت تگزاس از ایالات جنوبی ایالات متحده آمریکا است. در سرشماری سال ۲۰۰۰، جمعیت این شهر ۸۷۳۳ نفر اعلام شد.